# Netelia denticulator
Netelia denticulator là một loài tò vò trong họ Ichneumonidae.